# Distretto di Yushui
Il distretto di Yushui (渝水区S, Yúshuǐ QūP) è un distretto della Cina, situato nella provincia di Jiangxi e amministrato dalla prefettura di Xinyu.